# حزب الوحدة الشعبية الديمقراطي الأردني
حزب الوحدة الشعبية الديمقراطي الأردني هو أحد فصائل العمل الوطني الديمقراطي الأردني، يضم في صفوفه وعلى أساس طوعي العناصر الطليعية الأكثر استعداداً للنضال والتضحية من عمال وفلاحين وبرجوازية صغيرة ومتوسطة ومثقفين وطنيين وديمقراطيين وذلك من أجل التغيير الوطني الديمقراطي الاقتصادي والسياسي في الأردن وصولاً إلى الاشتراكية، ومن أجل استرداد الحقوق الوطنية التحررية لشعبنا الفلسطيني، وفي مقدمتها حقه في العودة وتقرير المصير وإقامة دولته الوطنية المستقلة على طريق تحرير كامل التراب الفلسطيني.
حزب الوحدة الشعبية امتداد حي خلاّق لكل ما هو نيّر وإيجابي وتقدمي في تجربة وتراث منظمة الجبهة الشعبية في الأردن، ويسترشد الحزب بالمنهج المادي التاريخي الجدلي، ويستنير بكل ما هو تقدمي وإنساني في التراث العربي والإسلامي والعالمي .

## الأهداف
بحسب ما يذكره الحزب، أهداف الحزب هي:
- إقامة حكم وطني ديمقراطي يكون الشعب فيه مصدر السلطات والتشريع.
- تعزيز وتعميق الديمقراطية في البلاد.
- تعميق المضمون الاجتماعي التقدمي للثورة الاجتماعية.
- الدفاع عن الوطن في مواجهة أية أطماع خارجية وخاصة الأطماع التوسعية لإسرائيل والمساعدة في النضال الفلسطيني.
- تجسيد العلاقات بين الشعبين الأردني والفلسطيني بوحدة طوعية ديمقراطية بعد إقامة الدولة الفلسطينية المستقلة.

## وصلات خارجية
- الموقع الرسمي.